# Астория (гостиница, Симферополь)
Гостиница «Астория» — разрушенное здание, существовавшее в Симферополе по адресу ул. Карла Маркса, 16. Здание построено в 1910 году в стиле модерн и снесено в 2012 году. Сейчас на месте здания располагается «Сквер Республики». Гостиница «Астория» находилась рядом со зданием крымского парламента.

## История
Предшественник здания, также дом № 16, был построен в 1866 году на средства С. М. Спиро, впоследствии являвшегося редактор-издателем газеты «Крымский вестник». Изначально в здании располагалась типография и литография. В 1880 году в здании располагалась редакция газеты «Таврида». В 1885 году помещение досталось мелитопольской купчихе С. Г. Спиро. С 1890 году здание стало резиденцией газеты «Крымский вестник». Позднее издание перебазировалось в Севастополь.
В 1910 году в новом здании на этом месте расположился кинотеатр «Ампир». Здание позже использовалось как театр. В 1929 году кинотеатр был переименован в «Прожектор», в 1931 году — в «Культ-фильм», а затем — в «Юнгштур-мом». В 1930-е годы помещение использовалось как еврейский клуб. После Великой Отечественной войны в здании находилась гостиница «Астория», одноимённый ресторан и фотостудия. С 1935 в здании проживал геолог Пётр Двойченко. Во времена СССР в здании также располагались управление рыбной промышленности Крыма, мельничный отдел Наркомпрода и магазин «Детский мир».
В 1990-е годы здание было закрыто на ремонт из-за пожара, а владельцем помещения стало ЗАО «Современные информационные технологии», председателем которого являлся политик и предприниматель Андрей Сенченко. Ремонтные работы, однако, не были проведены, в результате чего здание обрушилось, осталась стоять лишь фасадная стена. Одинокая фасадная стена в центре Симферополя была прозвана местными жителями «стеной плача». Часть стены использовалась для размещения рекламы.
C 2001 года началась разработка проектно-изыскательской документации для создания на месте здания бизнес-центра с пятизвёздочной гостиницей. В июле 2005 года «Современные информационные технологии» заключили договор аренды на участок земли под зданием. В апреле 2006 года Совет министров Крыма включил здание в реестр памятников архитектуры и вернул его в государственную собственность. 16 ноября 2006 года решением горсовета на участке было запрещено проводить проектно-изыскательские работы.

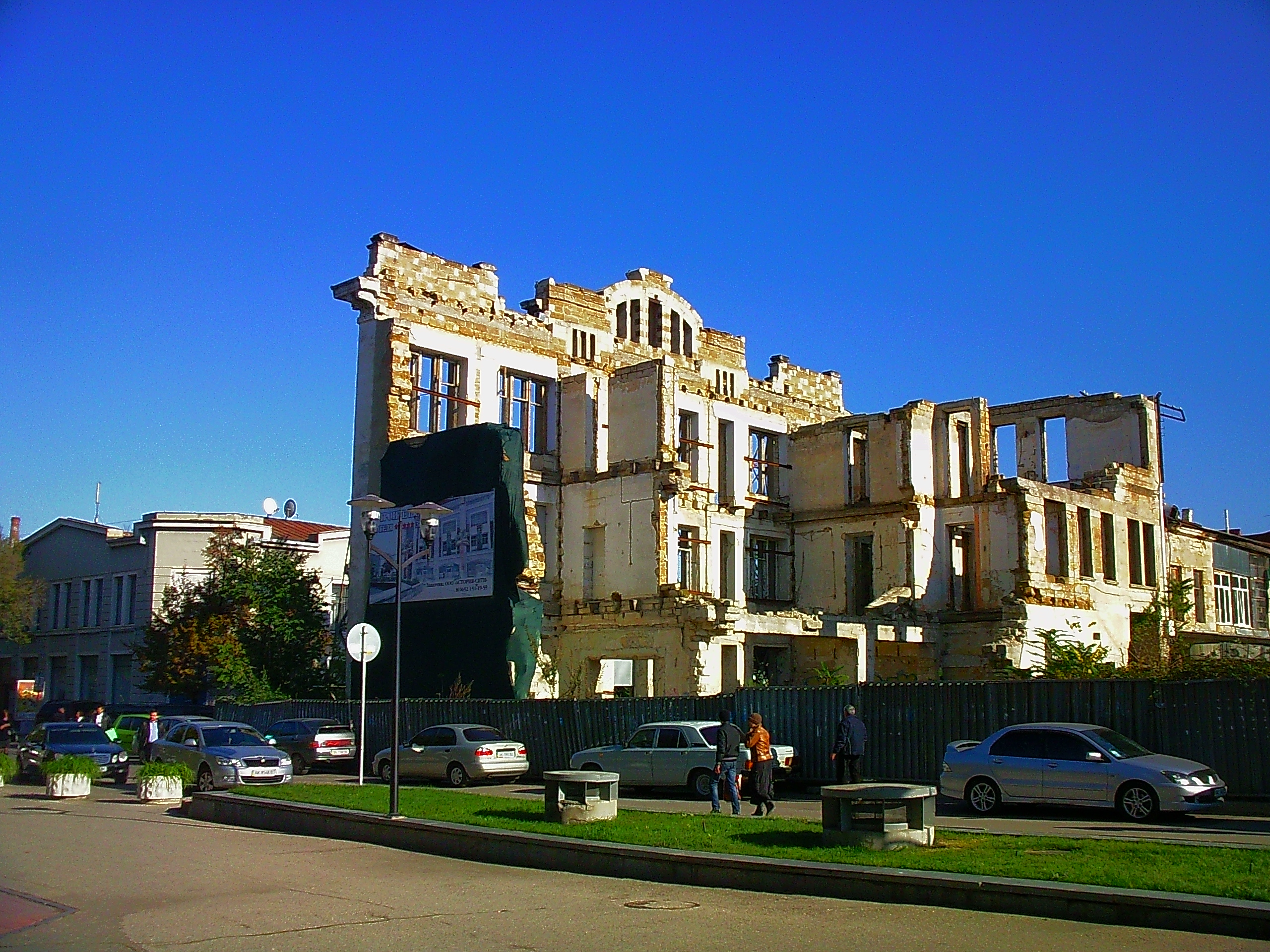
Боковой вид на здание, 2011 год

В декабре 2006 года городской совет Симферополя расторг арендный договор с компанией «BS — холдинг ЛТД», арендовавшей данный участок земли, так как она прекратила существование. Также горсовет не поддержал передачу здания в аренду «Современным информационным технологиям». По словам Сенченко, городской голова Симферополя Геннадий Бабенко просил взятку за продолжение работ его компанией, а в случае если Сенченко не заплатит 300 тысяч долларов, то его компания потеряет здание. Тогда же Сенченко направил заявление о коррупции Бабенко прокурору Крыма Виктору Шемчуку. По мнению депутатов симферопольского городского совета от фракции «Блок за Януковича!», причиной конфликта стало ущемлением бизнес-интересов Сенченко.
В 2007 году российский предприниматель и депутат Государственной думы Александр Лебедев выразил желание приобрести здание и построить на его месте первый в Симферополе пятизвёздочный отель. Позже Лебедев стал собственником здания. Лебедев планировал инвестировать в постройку новой гостиницы 20 миллионов долларов. 27 июня 2007 года на внеочередном заседании городского исполнительного комитета Симферополя было решено снести здание в связи с его аварийным состоянием. Кроме того, в 2007 году суд отменил решение горсовета о возвращении участка земли под гостиницей «Астория» в собственность города, таким образом владельцем здания осталась компания Сенченко.
В апреле 2011 года Симферопольская городская прокуратура направила иск в Окружной административный суд Крыма с требованием прекратить право собственности на здание частной компании и снести здание как аварийное. В феврале 2012 года суд удовлетворил иск, поскольку владелец не предпринял действий по реконструкции сооружения. Поскольку здание не подлежало восстановлению, члены Общественного совета при Совете министров Крыма поддержали снос объекта. В мае 2012 года депутаты Верховного Совета Крыма выделили на снос здания и дальнейшую расчистку территории 320 тысяч гривен. Также под стенами горсовета состоялся митинг в поддержку сноса. В итоге исполком Симферопольского горсовета одобрил снос здания, который начался 29 мая 2012 года.

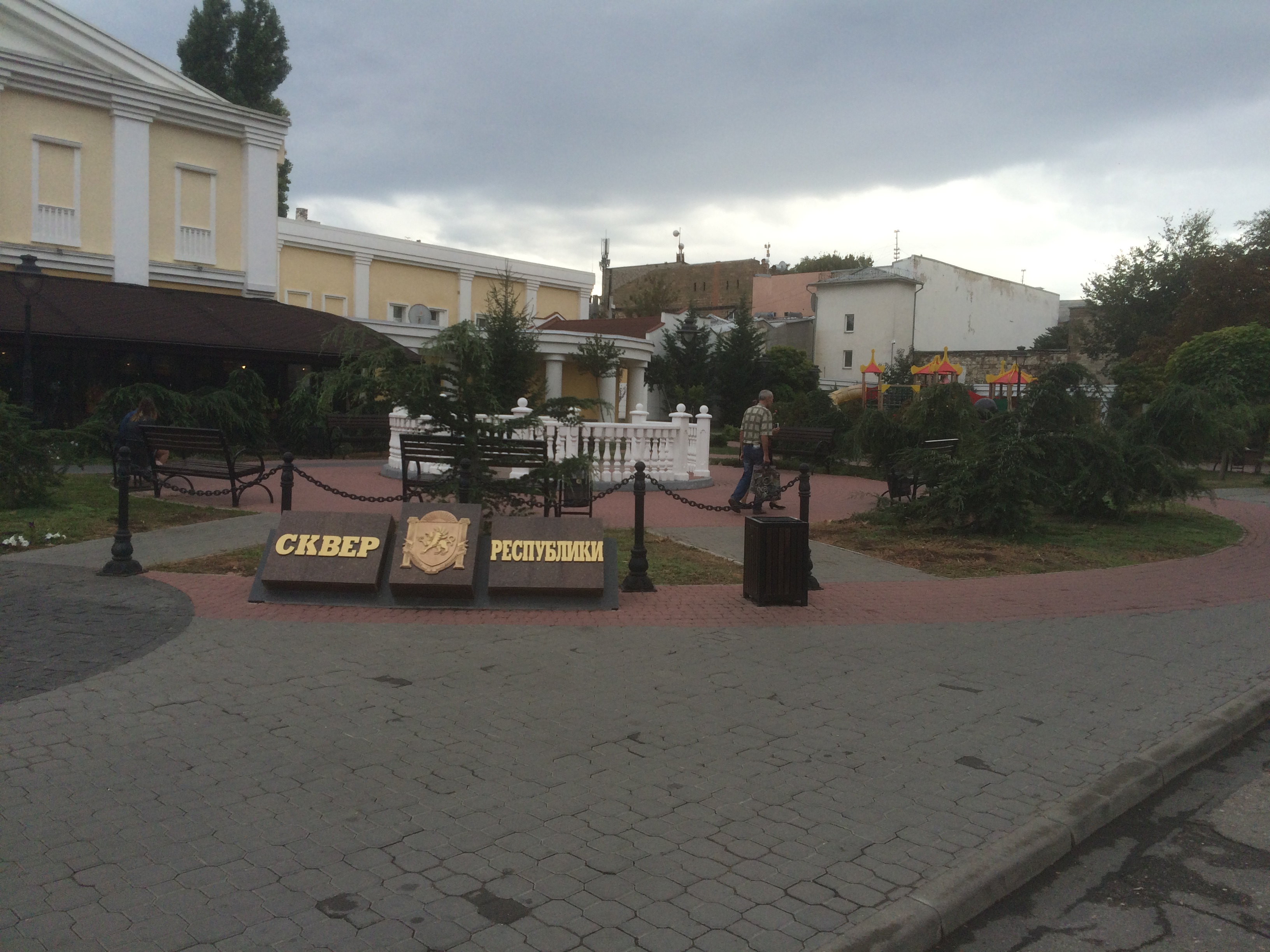
Сквер Республики, построенный на месте «Астории»

31 мая 2012 года прокурор Симферополя Марченко по иску активиста Сергея Веселовского дал поручение провести проверку законности сноса фасада. В ходе сноса были обнаружены подвалы здания, где в годы оккупации города располагалось немецкое казино.

## Дальнейшая судьба
Летом 2012 года было проведено анкетирование 4 тысяч человек. По итогам опроса, 2,6 тысяч человек высказались за создание сквера на месте снесённого сооружения. Кроме того, глава Симферополя Виктор Агеев заявлял, что рассматривался вариант восстановления фасадной стены здания.
Новый «Сквер Республики» был открыт 1 июня 2013 года в день города. Центральное место в сквере занял фонтан в виде глобуса, на котором изображён контур полуострова Крым. Кроме того, были построен бювет и детская площадка. Первоначальная стоимость сквера составила 121 тысячу долларов. Позже власти города объявили об увеличении стоимости сквера до 900 тысяч гривен.
Летом 2016 года, спустя два года после аннексии Крыма, российские власти установили в сквере памятник «вежливым людям».